# Die Bestie (Brecht)

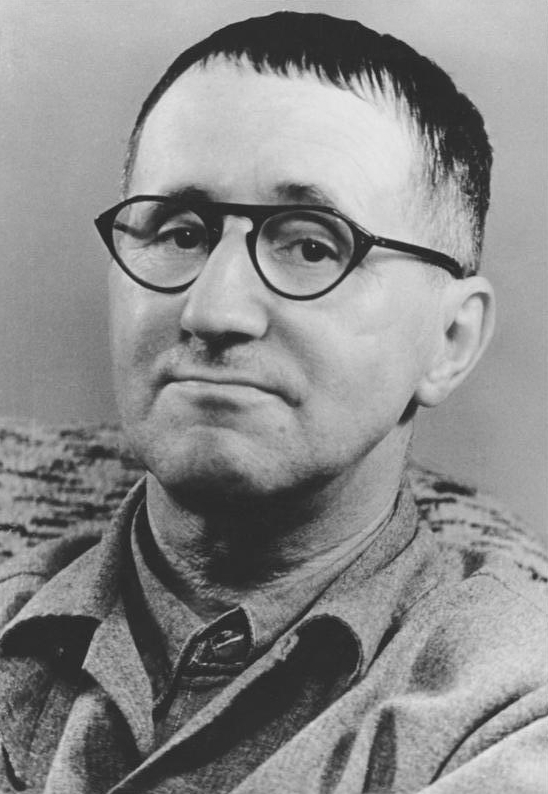
Bertolt Brecht (1954)

Die Bestie ist eine Kurzgeschichte von Bertolt Brecht aus dem Jahr 1928. Sie basiert auf einer Schauspieleranekdote, die Moshe Lifshits im selben Jahr veröffentlichte. Die Bestie handelt von einer Begebenheit während der Dreharbeiten zu einem russischen Film über einen besonders brutalen Gouverneur.
Brecht gewann mit Die Bestie ein Preisausschreiben. 1987 wurde die Kurzgeschichte verfilmt. Sie gilt als eine der besten frühen Kurzgeschichten Brechts.

## Handlung

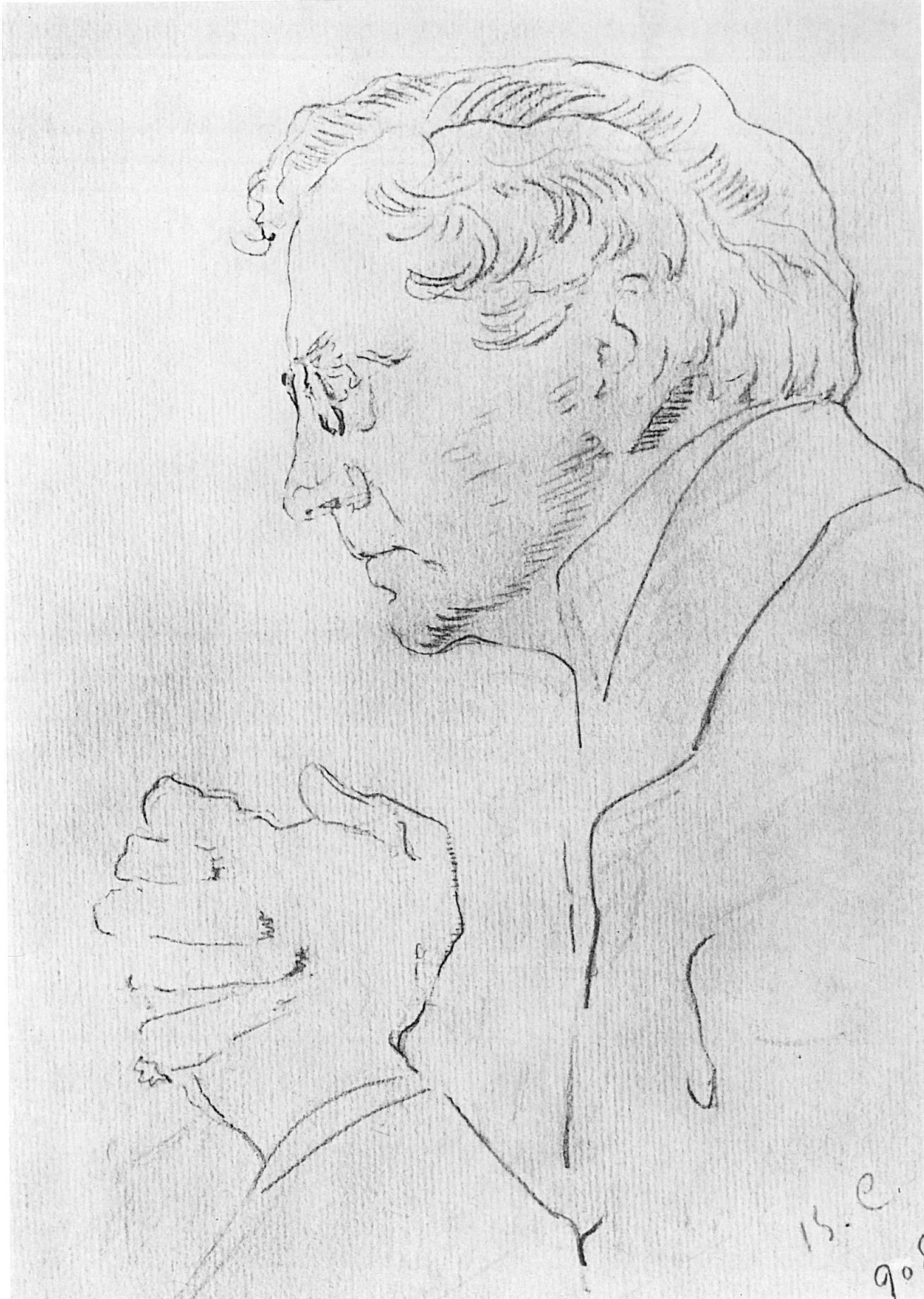
Wassili Iwanowitsch Katschalow (1908), gezeichnet von Walentin Serow

Brecht berichtet in seiner Kurzgeschichte von einem Vorfall, der sich unlängst in den Moszropom-Ruß-Filmateliers, während der Aufnahmen zu dem Film Der weiße Adler, ereignet habe.
Der Film brandmarkt die Haltung der Polizei während der Pogrome in Südrussland, die sich vor dem Krieg [Erster Weltkrieg] ereigneten. Die Hauptrolle, die des Gouverneurs Muratow, „Urheber jener blutigen Metzeleien“, hatte der bekannte Moskauer Schauspieler Kochalow. Zum Portier des Ateliers kam ein älterer, langer und dürrer Mann mit der Bitte um eine Beschäftigung und verwies „auf seine außerordentliche Ähnlichkeit mit dem berühmten Gouverneur“. Der ältere Mann wurde vorgelassen, aber zunächst von niemandem beachtet. Dies änderte sich aber, als der „nach historischen Fotografien geschminkte“ Kochalow zufällig neben dem Mann stand und alle die „außerordentliche Ähnlichkeit“ erkennen konnten. Kochalow hatte von vorneherein wenig Interesse an der Rolle „der Bestie“, da sie seinem volkstümlichen Ruf eher schädlich wäre. Daher begannen die Verantwortlichen des Films mit dem Ähnlichen über die Hauptrolle zu verhandeln. Kochalow war mit diesem Experiment sofort einverstanden. Man bat den Ähnlichen, die Rolle des Muratow „genau so zu spielen, wie er sich vorstellte“. Für die Probe wählte man eine Szene, in der der Gouverneur eine Deputation der Juden empfängt, „die ihn beschwört, dem weiteren Morden Einhalt zu gebieten“. Der Ähnliche konnte den Regieanweisungen aber nur ungenügend folgen und blieb in der ersten Szene hilflos stecken. Ein Regieassistent gab ihm einige Ratschläge. So wäre das Äpfelessen wichtig. Muratows Amtszeit habe außer „viehischen Erlassen hauptsächlich im Äpfelessen“ bestanden. Die Szene wurde wiederholt und der Ähnliche war vor allem mit seinem Apfel beschäftigt. Mit einer fahrigen Bewegung der rechten Hand unterbrach er die Rede eines der Deputierten. Fragend drehte sich der Ähnliche zu den Regisseuren und fragte sie: „Wer führt sie ab?“ Der Chefregisseur erklärte daraufhin dem Ähnlichen, dass sich so vielleicht ein kleiner Beamter benehme, aber keine Bestie. Der Ähnliche baute die Szene in der Wiederholung nun dramatischer auf. Er stellte sich dabei deutlich besser an, aber der Chefregisseur war immer noch unzufrieden. Das sei „ganz gewöhnliches Theater“ und „ein Bösewicht alter Schule“, aber „kein Muratow“. Danach begann eine Diskussion zwischen dem Regiestab und Kochalow, der die ganze Zeit dem Ähnlichen zugeschaut hatte.
Unter den Komparsen waren zwei jüdische Greise, die seinerzeit Mitglieder der Deputation waren. Sie fanden, dass die erste Szene des Ähnlichen „nicht schlecht gewesen sei“. Gerade das Gewohnheitsmäßige und Bürokratische hätten sie damals als besonders entsetzlich empfunden. Sie merkten außerdem an, dass Muratow damals keinen Apfel gegessen habe. Der Hilfsregisseur lehnte das brüsk ab, „Muratow hat immer Äpfel gegessen“. Mitten in dieser Diskussion kam vom Ähnlichen, der sich die ganze Zeit zurückgehalten hatte, ein Vorschlag. Er habe nun verstanden, welche Bestie man wolle. Das ginge auch mit einem Apfel, den er einem der Juden vor die Nase halte und dazu ›Friss!‹ sage. Er wandte sich dabei an den Darsteller, der den Führer der Deputation spielte, und ergänzte, dass er während er den Apfel fresse, bedenken solle, dass er ihm in seiner „Todesangst selbstverständlich in der Kehle stecken“ bleibe, er ihn aber essen müsse, weil er, der Gouverneur, ihn schließlich ihm gebe. Das sei eine freundliche Geste, sagte der Ähnliche zum Chefregisseur und dabei könne er so „ganz nebenbei das Todesurteil unterzeichnen“, was der Apfelessende dann auch sehen könne.
Auf diese Ausführungen reagierte das Filmteam mit purem Entsetzen. Der Chefregisseur glaubte gar, „dass der Alte ihn verhöhnen wollte“. Kochalow indes hatte den Ausführungen des Ähnlichen, die „seine schauspielerische Phantasie entzündeten“, genau zugehört. Er schob den Ähnlichen mit einer „brutalen Armbewegung“ davon und machte dem Regiestab klar, dass diese Szene genau so aussehen werde. Er spielte die vom Ähnlichen vorgeschlagene Szene. An deren Ende, dem Unterzeichnen des Todesurteils, brach das ganze Atelier in Händeklatschen aus. Danach wurde die Szene genauso abgedreht. Es hatte sich gezeigt, „dass Kunst dazugehört, um den Eindruck wirklicher Bestialität zu vermitteln“.
Der Ähnliche, bei dem es sich um den ehemaligen kaiserlichen Gouverneur Muratow handelte, verließ das Filmstudio und begab sich zurück in die „Quartiere des Elends“ der Stadt. Der Tag hatte sich für ihn gelohnt. Er hatte „zwei Äpfel gegessen und eine kleine Geldsumme ergattert, die für ein Nachtquartier ausreichte“.

## Entstehungsgeschichte

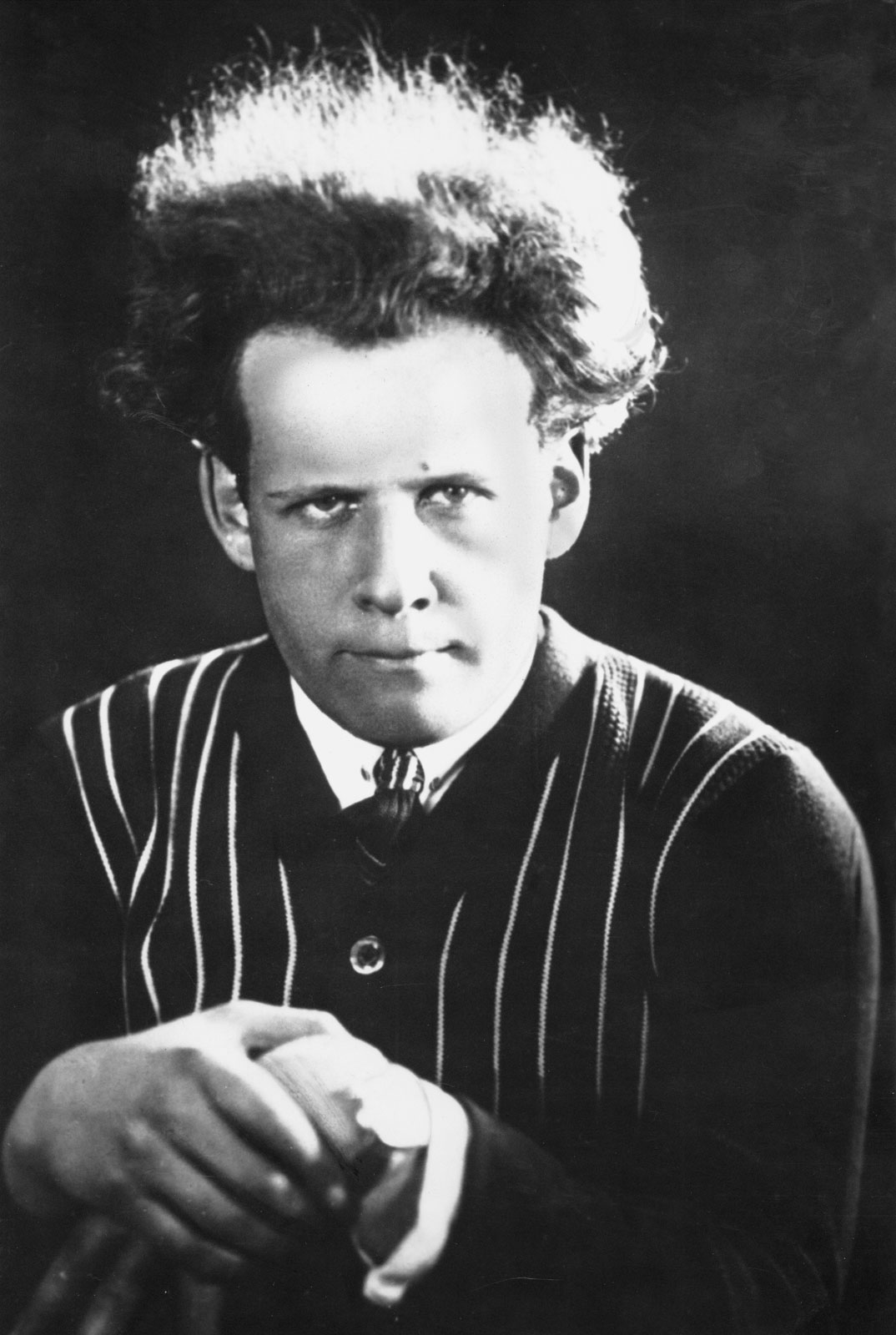
Sergei Eisenstein

Bertolt Brecht schrieb Die Bestie im Jahr 1928. Er beteiligte sich damit an einem Kurzgeschichten-Preisausschreiben der Berliner Illustrirten Zeitung. Das Ziel des Preisausschreibens war es Defizite der Kurzprosa deutscher Autoren in thematischer und formaler Hinsicht wettzumachen.
Brecht gewann einen von fünf, mit je 3000 Mark dotierten ersten Preisen. Weitere Preisträger waren Georg Britting, Otto Ehrhardt, Ernst Zahn und Arnold Zweig, die ebenfalls je 3000 Mark erhielten.
Am 9. Dezember 1928 wurde Die Bestie in der Berliner Illustrirten Zeitung, Ausgabe 50, auf den Seiten 2161 bis 2163, erstmals veröffentlicht. Die Wochenzeitschrift hatte zu dieser Zeit etwa 1,8 Millionen Leser.
1930 wurde Die Bestie, zusammen mit acht weiteren Kurzgeschichten, im Verlag Felix Bloch Erben in Buchform veröffentlicht. Im selben Jahr verfasste Brecht ein Drehbuch für Die Bestie.
Die experimentierfreudigen russischen Filme wie beispielsweise Aelita (1924), Die Frauen von Rjasan (1927) und vor allem Eisensteins Panzerkreuzer Potemkin (1925), waren in den 1920er Jahren in Deutschland ausgesprochen populär.
Das ganze Themenfeld Film interessierte Brecht sehr. Bereits zu Augsburger Zeiten schrieb der junge Brecht in der Zeitung Volkswille Filmkritiken. Ab etwa 1920 beschäftigte sich Brecht als Autor intensiver mit dem Medium Film. In dieser Zeit schreibt er „wie ein Verrückter Filme“. In sein Tagebuch notierte er:

„Diese Intrigen sind so sauschwer, ich gehe immer dabei, aber davon werde ich verdammt müd, und dann falle ich zusammen, und es filmt in mir weiter. Ich gehe noch um den ganzen Globus herum mit lauter Filmen.“

„Ich schmiere Filme und verplempere mich.“

1922 drehte er mit seinem Freund Karl Valentin den Kurzfilm Mysterien eines Frisiersalons. Brecht führte zusammen mit Erich Engel Regie und schrieb auch am Drehbuch.
Brecht war mit der russischen Filmindustrie sehr vertraut und hatte enge Kontakte zu Meschrabpom-Rus (Межрабпом-Русь). Meschrabpom war zu dieser Zeit die führende sowjetische Filmgesellschaft. In Die Bestie machte er daraus das Moszroprom-Ruß-Filmatelier. Brecht übernahm sehr häufig Motive und Geschichten aus Zeitungsnachrichten oder Berichten. Damit verlieh er seinem eigenen Werk den Charakter eines Dokumentes, mit dem er versucht die soziale Wirklichkeit hinsichtlich kritischer Erkenntnisse darzulegen.
1929 lernte Brecht Sergej Eisenstein in Deutschland kennen und fuhr 1932 mit ihm von Berlin nach Moskau zur Premiere des Tonfilms Kuhle Wampe oder: Wem gehört die Welt?, an dessen Drehbuch Brecht mitgewirkt hatte.
Es ist unklar und in der Brecht-Forschung umstritten, welchen Anteil Elisabeth Hauptmann an Die Bestie oder allgemeiner an Brechts Werken dieser Epoche hat.

### Ein Wiedererkennen

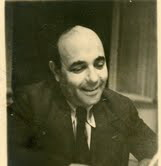
Moshe Lifshits

Als Vorlage für Die Bestie diente Brecht eine Anekdote mit dem Titel Ein Wiedererkennen, die am 22. Juni 1928 in der Frankfurter Zeitung erschien. Der Autor des auf Seite 3 unter der Rubrik „Aus Welt und Leben“ gedruckten Artikels wird mit dem Kürzel M.L. ausgewiesen. Dabei handelt es sich um Moshe Lifshits. Lifshits  berichtet von den Dreharbeiten zu dem russischen Film Der weiße Adler (Originaltitel: Belyi orel), der zu dieser Zeit produziert wurde. Nach Lifshits’ Schilderung soll die Filmregie kurz vor der ersten Aufnahme auf die Mitwirkung Kochalows verzichtet haben, „da die Rolle von einem neu entdeckten Darsteller gemimt werden sollte, der dem Gouverneur täuschend ähnlich sah“. Zur Aufnahme der Szene, bei der der Gouverneur Muratow die Deputation der Israeliten empfing, sollen zwei Komparsen, „die s.Zt. Mitglieder der genannten Deputation gewesen waren“, den wirklichen Muratow erkannt haben. Dieser habe „aus Not die Rolle seines eigenen ›Ich‹ übernommen“, „um auf der Leinwand sein früheres Tun wiederzugeben“.

### Der weiße Adler
Der von Moshe Lifshits beschriebene Film Der weiße Adler wurde tatsächlich 1928 abgedreht. Der Film ist wiederum eine Verfilmung der Novelle Der Gouverneur von Leonid Andrejew.
Regie führte Jakow Alexandrowitsch Protasanow. Der Stummfilm hat eine Länge von 67 min und wurde auf 35 mm Schwarz-weiß-Film gedreht. Er wurde am 9. Oktober 1928 uraufgeführt.
Wassili Iwanowitsch Katschalow spielte die Hauptrolle des Films, die des Gouverneurs. Katschalow war einer der führenden Schauspieler des Moskauer Künstlertheaters. Brecht entlehnte von ihm den Namen des Schauspielers Kochalow für seine Kurzgeschichte. Im gesamten Film findet sich kein Bezug zu den 1903 bis 1906 stattgefundenen Pogromen und in der Besetzungsliste ist kein „Muratow“ aufgeführt. Tatsächlich handelt der Film von den Ereignissen um den Petersburger Blutsonntag. Der liberale Gouverneur des Films entspricht nicht der brechtschen Figur der „Bestie“. So ist man im Film in Sankt Petersburg unzufrieden über den Liberalismus des Gouverneurs einer Industriestadt, der nach zwei Streikwochen mit den Arbeitern über das Ende des Streiks verhandelt. Die Regierung rät ihm dagegen „nicht mit Patronen zu sparen“.

### Der Gouverneur

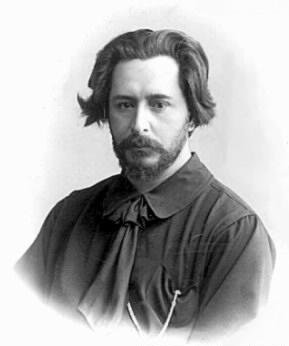
Leonid Andrejew, Autor der Novelle Der Gouverneur

Leonid Andrejew veröffentlichte 1906 die Novelle Der Gouverneur. Die Ereignisse der Russischen Revolution von 1905 bilden den Rahmen der Handlung. Das russische Original erschien zuerst in Deutschland. Der Gouverneur trägt in Andrejews Novelle den Namen Peter Iljitsch. Der Name Muratow findet an keiner Stelle Erwähnung.
Nach drei Wochen Streik ziehen die Arbeiter einer in der Vorstadt gelegenen Fabrik mit Frauen, Greisen und Kindern zu Tausenden mit ihren Forderungen zum Gouverneur. Der kann die Forderungen nicht erfüllen. Es kommt zu Ausschreitungen, Steine fliegen, Scheiben zerbrechen und der Polizeimeister wird verwundet. Der Staatsapparat schlägt zurück. Es fallen Schüsse. 35 Männer, 9 Frauen und 3 Kinder sterben. Die Ermordung des für die Taten verantwortlichen Gouverneurs ist bei den Arbeitern und ihren Familien beschlossene Sache. Über mehrere Wochen erhält er Drohbriefe und Ankündigungen seiner Ermordung. In dieser Zeit verändert er sich. Er macht eine „höchst sonderbare und radikale Wandlung“ durch. Letztlich sehnt er den Zeitpunkt seiner Bestrafung geradezu herbei. Bei seinen morgendlichen Spaziergängen sucht er „in höchst unverständiger Weise“ die gefährlichsten Orte auf. Eines Tages wird er auf der Straße von zwei Männern mit drei Schüssen aus einem Revolver ermordet.

### Nikolai Pawlowitsch Muratow

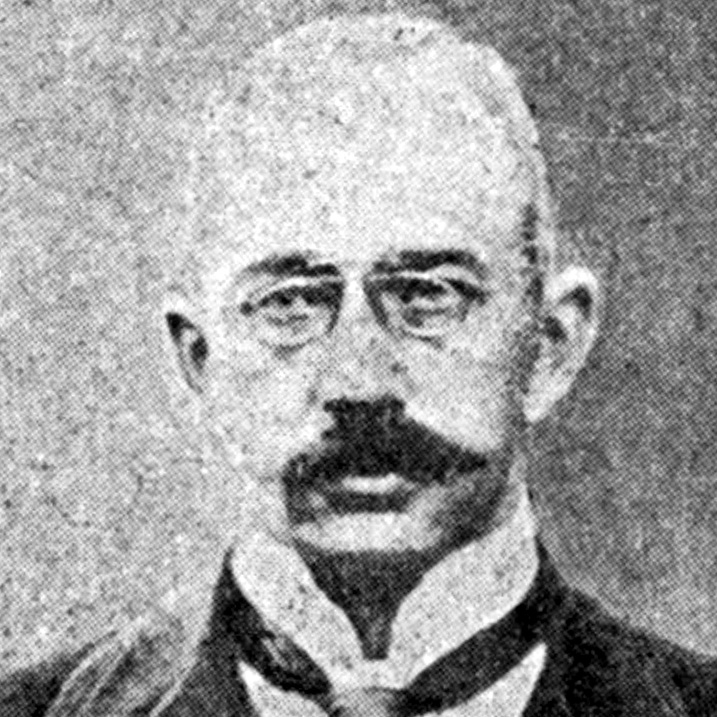
Nikolai Pawlowitsch Muratow (1915)

Nikolai Pawlowitsch Muratow (Николай Павлович Муратов) (1867–1930) war von 1906 bis 1912 Gouverneur von Tambow und danach bis 1915 Gouverneur von Kursk.
Muratow fiel 1909 in Tambow durch einige antisemitische Aktionen auf. So setzte er S. M. Starikow den Leiter der Musikakademie ab, da seiner Meinung nach „die Qualität der Musik in Tambow in den Händen der Juden zu sehr gelitten habe“.
Von Juden ließ Muratow die Pässe einziehen, obwohl diese gültig und von der Polizei ausgestellt waren. Er begründete den Einzug der Papiere mit der falschen Behauptung, dass Pässe von dem Ansiedlungsrayon ausgegeben werden müssten. Anschließend ließ Muratow die Juden, denen zuvor die Papiere abgenommen wurden, mit der Begründung ausweisen, dass sie keine Pässe hätten. Einem jüdischen Zahnarzt soll Muratow verboten haben eine Praxis zu eröffnen. Anschließend ließ er den Zahnarzt ausweisen, da dieser seinem Beruf nicht nachgehe.
Im offiziellen Regierungsblatt soll Muratow einen Plan veröffentlicht haben, mit dem die Autokratie aus „dem Volke Geiseln entnehmen“ solle, „die das Los zu bestimmen hätte“, „für jeden von den Revolutionären ermordeten Soldaten oder Polizisten zwei, für einen Polizei-Offizier drei, für einen Generalgouverneur fünfzehn, für einen Minister zwanzig Mann aus dem Volke“, die danach hinzurichten seien.
Es ist unbekannt, ob Nikolai Pawlowitsch Muratow die Vorlage für Moshe Lifshits’ Anekdote, und damit auch für Brechts Kurzgeschichte Die Bestie, bildete. Jedoch verwendet Brecht die Figur Muratow erneut; veröffentlicht in „Versuche: Heilige Johanna der Schlachthöfe“ (Ausgabe 5–8, S. 212). Entworfen als Szene für „Die Mutter. Leben der Revolutionärin Pelagea Wlassowa aus Twer“. Gemeint sind hier Sawwa Morosow und die Textilfabrik Twerskaja Manufaktura.

## Stil und Analyse
Die Bestie ist durchgängig ohne Tempuswechsel in der unvollendeten Vergangenheit (Präteritum) verfasst, die abgeschlossene Ereignisse beschreibt. Die Erzählung ist streng chronologisch aufgebaut und umfasst einen Zeitraum von nur wenigen Stunden an einem Ort, dem Filmatelier. Sie hat die klassische Gliederung mit Einleitung, Hauptteil und Schluss. Für den Schluss wählte Brecht die offene Variante; offen was die Konsequenzen des Geschehenen betrifft. Das was der Leser zuvor schon insgeheim vermutete, dass der Ähnliche die Bestie höchstselbst war, lässt Brecht dagegen nicht offen. Diese Pointe verrät er am Ende der Erzählung. Wie später im von ihm entwickelten epischen Theater, sieht er hier die Kunst nicht als „Konsumprodukt“, sondern als pädagogisches Mittel, „Mitarbeit“ zu fordern und die Leserschaft zum Denken aufzufordern. Brecht formulierte dies im Dezember 1934 in seinem Essay 5 Schwierigkeiten beim Schreiben der Wahrheit als:

„Alles kommt darauf an, dass ein richtiges Denken gelehrt wird, ein Denken, das alle Dinge und Vorgänge nach ihrer vergänglichen und veränderbaren Seite fragt.“

Die Erzählweise ist auktorial, das heißt der Erzähler ist selbst kein Bestandteil von ihm dargestellten Welt, von der er berichtet. Mit seiner Außenperspektive lässt er den Leser über seinen Wissenstand im Unklaren. Der Leser wird außerdem durch die Verwendung von hypothetischen oder andeutenden Adverbien wie „vielleicht“ und „anscheinend“ im Ungewissen gelassen. Vom allwissenden Erzähler ist der Erzähler ein gutes Stück entfernt. Ein richtiges Vertrauensverhältnis wird dadurch eher unterdrückt, wozu auch der eher distanzierte Erzählstil beiträgt.
Die Kurzgeschichte erinnert in ihrem Aufbau an einen Film. Verschiedene Einstellungen wie Totale, Halbtotale oder Nahaufnahme, der Charaktere werden wie einzelne Filmszenen montiert. Für Gerhard Neumann ist Die Bestie ein „Musterbeispiel für inszenierendes Erzählen“, das vom Verhältnis von Mimesis und Realität beziehungsweise Inszenierung und Authentizität handelt.
Brecht verzichtete auf die Szene des Wiederkennens des Gouverneurs durch die zwei jüdischen Statisten aus Lifshits’ Anekdote Ein Wiedererkennen. Das Wiedererkennen (Anagnorisis) ist eines der drei Grundelemente einer Handlung und stellt nach Aristoteles den dialektischen Umschlag von Unkenntnis in Kenntnis dar. Der Verzicht auf dieses Element sorgt dafür, dass der Leser mehr als die Beteiligten weiß. Dieser Wissensvorsprung führt zu einem Gefühl der Beklemmung beim Leser, was ein tieferes Eintauchen in die Handlung fördern und ein aktiveres Lesen bewirken soll.
Brechts Prosaarbeiten der 1920er Jahre sind thematisch sehr heterogen, basieren aber auf einigen grundlegenden Erzählarrangements, die diese Texte miteinander verbinden. Diese Arrangements haben ihren Ursprung vermutlich in der Beschäftigung Brechts mit den Kurzgeschichten von Rudyard Kipling.
Eine Variation des Themas findet sich in dem Stummfilm Sein letzter Befehl (OT: The Last Command) von Josef von Sternberg, der im selben Jahr wie Brechts Kurzgeschichte erstmals aufgeführt wurde. Auch hier ist das Thema eine Filmproduktion. In Hollywood erkennt der russische Regisseur unter seinen Statisten den ihm verhassten ehemaligen russischen General Sergius Alexander. Der Regisseur lässt den Ex-General in den Proben sich selbst spielen, um ihn zu demütigen. Sergius Alexander spielt die Rolle mit voller Leidenschaft, übernimmt sich aber dabei und verstirbt am Set.

## Rezeption
Die frühen Prosaarbeiten Brechts aus den 1920er Jahren sind vergleichsweise wenig bekannt. Die Bestie, die „als eine der besten von Brechts frühen Kurzgeschichten“ gilt, bildet hier eine Ausnahme.
Von der vergleichsweise spät einsetzenden Forschung zur Erzählprosa Brechts, wird Die Bestie als „eine erzählerische Leistung ersten Rangs“ gesehen.

## Verfilmung

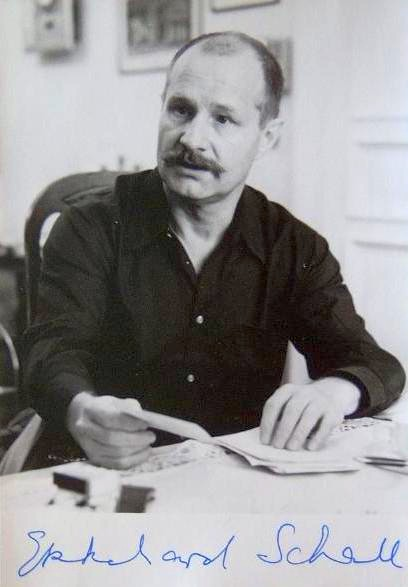
Ekkehard Schall (1989)

Brechts Kurzgeschichte wurde 1987 vom Fernsehen der DDR in einer Inszenierung von Alejandro Quintana verfilmt. Ekkehard Schall, zu seiner Zeit einer der profiliertesten Brechtdarsteller, spielte in einer Doppelrolle Muratow und Kochalow. Die Rolle des Aufnahmeleiters hatte Peter Hladik. Fernsehregie führte Margot Thyret. Werner Hecht schrieb nach Brechts Vorlage das Drehbuch. Die Erstausstrahlung war am 10. Februar 1988 im 1. Programm des Fernsehen der DDR.